# ناحیه عین الحجل
ناحیه عین الحجل (به عربی: دائرة عین الحجل) یک ناحیه در الجزایر است که در استان مسیله واقع شده‌است.